# Feliciano Palacios
Gral. Feliciano Palacios fue un militar mexicano que participó en la Revolución mexicana. Nació en Villa de Ayala, Morelos. En 1913 se incorporó a la lucha bajo las órdenes directas del general Emiliano Zapata. Llegó a obtener el grado de general de brigada y a fungir como secretario particular de Zapata, quien en abril de 1919 le encargó informarse sobre la alianza con Jesús Guajardo. Murió el 10 de abril de 1919 en la celada que preparó Guajardo para asesinar a Emiliano en la Hacienda de Chinameca.